# Campeonato Mundial de Ciclismo em Pista de 2014
O Campeonato Mundial UCI de Ciclismo em Pista de 2014 foi realizado em Cali, na Colômbia, entre dos dias 26 de fevereiro e 2 de março no velódromo Alcides Nieto Patiño. Foram disputadas dezenove provas, dez masculinas e 9 femininas.

## Quadro de medalhas
| Ordem | País           | Medalha de ouro | Medalha de prata | Medalha de bronze | Total |
| ----- | -------------- | --------------- | ---------------- | ----------------- | ----- |
| 1     | Alemanha       | 4               | 4                | 0                 | 8     |
| 2     | França         | 4               | 0                | 1                 | 5     |
| 3     | Austrália      | 3               | 2                | 3                 | 8     |
| 4     | Reino Unido    | 2               | 1                | 2                 | 5     |
| 5     | Nova Zelândia  | 1               | 1                | 3                 | 5     |
| 6     | Colômbia       | 1               | 1                | 0                 | 2     |
| 6     | Estados Unidos | 1               | 1                | 0                 | 2     |
| 8     | Rússia         | 1               | 0                | 4                 | 5     |
| 9     | Espanha        | 1               | 0                | 1                 | 2     |
| 10    | Bélgica        | 1               | 0                | 0                 | 1     |
| 11    | China          | 0               | 2                | 1                 | 3     |
| 12    | Canadá         | 0               | 1                | 1                 | 2     |
| 12    | Países Baixos  | 0               | 1                | 1                 | 2     |
| 12    | Suíça          | 0               | 1                | 1                 | 2     |
| 15    | Chéquia        | 0               | 1                | 0                 | 1     |
| 15    | Dinamarca      | 0               | 1                | 0                 | 1     |
| 15    | Irlanda        | 0               | 1                | 0                 | 1     |
| 15    | Polónia        | 0               | 1                | 0                 | 1     |
| 19    | Hong Kong      | 0               | 0                | 1                 | 1     |
| Total | Total          | 19              | 19               | 19                | 57    |